# Marpesia sylla
Marpesia sylla är en fjärilsart som beskrevs av Perty 1830-1834. Marpesia sylla ingår i släktet Marpesia och familjen praktfjärilar. Inga underarter finns listade i Catalogue of Life.